# Alkalizace
Alkalizace (nebo také odkyselení) je proces spočívající ve snížení kyselosti půdního nebo vodního prostředí či roztoku, respektive ve zvýšení jeho zásaditosti. Alkalizace se projeví zvýšením pH. Jejím opakem je acidifikace.
Rozlišují se dva druhy alkalizace půdy, a to pozitivní – úmyslná, a negativní – neúmyslná. Pozitivní alkalizace se provádí například záměrnou aplikací vápence při likvidaci následků acidifikace (což se nazývá vápnění). Negativní alkalizace nastává například při úletech prachu z cementáren a závodů na zpracování magnezitu.
Pozitivní alkalizace půdy se často provádí za účelem:
- výživy rostlin vápníkem nebo hořčíkem
- zlepšení struktury půdy
- aktivace živin v půdě
- zvýšení kvality humusu v půdě
- omezení pronikání toxických chemických prvků a látek do rostlin

Alkalizací vody lze vodu obohatit o vápník a hořčík a také zachytit mechanické nečistoty.